# Ministeri d'Ordre Públic i Protecció Ciutadana de Grècia
El Ministeri d'Ordre Públic i Protecció Ciutadana (en grec: Υπουργείο Δημόσιας Τάξης και Προστασίας του Πολίτη) és un departament governamental de Grècia responsable de la gestió dels serveis de seguretat del país, és a dir, la policia grega, el Servei de Bombers Hel·lènic, la Guàrdia Costera Hel·lènica, la Policia grega Agrària, la Secretaria de la Defensa Civil i el Servei d'Intel·ligència Nacional.
El ministeri ha existit contínuament des de la postguerra fins a l'any 2007 com Ministeri d'Ordre Públic (en grec: Υπουργείο Δημόσιας Τάξης). Va ser suprimit durant el període del 2007 al 2009, quan es va fusionar amb el Ministeri de l'Interior el 2007 i es va reduir a una Secretaria General dintre del Ministeri de l'Interior i Ordre Públic. Va ser restablert com un ministeri independent el 2009 com el Ministeri de Protecció Ciutadana (Υπουργείο Προστασίας του Πολίτη) i va rebre el seu nom actual el 21 de juny de 2012.

## Llista de Ministres des de 1974

### Ministres d'Ordre Públic (1974-1985)
| Name                                      | Took Office            | Left Office            | Party                            |
| ----------------------------------------- | ---------------------- | ---------------------- | -------------------------------- |
| Solon Gikas                               | 24 de juliol de 1974   | 5 de gener de 1976     |                                  |
| Georgios Stamatis                         | 5 de gener de 1976     | 28 de novembre de 1977 |                                  |
| Anastasios Balkos                         | 28 de novembre 1977    | 10 de maig de 1980     |                                  |
| Dimitrios Davakis                         | 10 de maig de 1980     | 17 de setembre de 1981 |                                  |
| Ioannis Katsadimas (Ministre en funcions) | 17 de setembre de 1981 | 21 d'octubre de 1981   |                                  |
| Ioannis Skoularikis                       | 21 d'octubre de 1981   | 9 de maig de 1985      | Moviment Socialista Panhel·lènic |
| Alexandros Floros (as Acting Minister)    | 9 de maig de, 1985     | 5 de juny de 1985      |                                  |
| Athanasios Tsouras                        | 5 de juny de 1985      | 26 de juliol 1985      | Moviment Socialista Panhel·lènic |

### Ministres de l'Interior i Ordre Públic (1985-1986)
| Nom                     | Entrada              | Sortida            | Partit                           |
| ----------------------- | -------------------- | ------------------ | -------------------------------- |
| Agamemnon Koutsogiorgas | 26 de juliol de 1985 | 25 d'abril de 1986 | Moviment Socialista Panhel·lènic |

### Ministres d'Ordre Públic (1986-2007)
| Nom                                          | Entrada                | Sortida                | Partit                           |
| -------------------------------------------- | ---------------------- | ---------------------- | -------------------------------- |
| Antonios Drosogiannis                        | 25 d'abril de 1986     | 22 de juny de 1988     | Moviment Socialista Panhel·lènic |
| Anastasios Sechiotis                         | 22 de juny de 1988     | 8 de novembre de 1988  |                                  |
| Georgios Petsos                              | 18 de novembre de 1988 | 17 de març de 1989     |                                  |
| Apostolos Tsochatzopoulos                    | 17 de març de 1989     | 2 de juny de 1989      |                                  |
| Panagiotis Markopoulos (as Acting Minister)  | 2 de juny de 1989      | 2 de juliol de 1989    |                                  |
| Ioannis Kefalogiannis                        | 2 de juliol de 1989    | 12 d'octubre de 1989   |                                  |
| Dimitrios Manikas                            | 12 d'octubre de 1989   | 11 d'abril de 1990     |                                  |
| Yiannis Vasiliadis                           | 11 d'abril de 1990     | 8 d'agost de 1991      | Nova Democràcia                  |
| Theodoros Anagnostopoulos                    | 8 d'agost de 1991      | 3 de desembre de 1992  | Nova Democràcia                  |
| Nikolaos Gelestathis                         | 3 de desembre de 1992  | 14 de setembre de 1993 | Nova Democràcia                  |
| Dimitrios Manikas (com ministre en funcions) | 14 de setembre de 1993 | 13 d'octubre de 1993   |                                  |
| Stelios Papathemelis                         | 13 d'octubre de 1993   | 4 d'abril de 1995      | Moviment Socialista Panhel·lènic |
| Iosif Valyrakis                              | 4 d'abril de 1995      | 22 de gener de 1996    | Moviment Socialista Panhel·lènic |
| Kostas Geitonas                              | 22 de gener de 1996    | 30 d'agost de 1996     | Moviment Socialista Panhel·lènic |
| Konstantinos Beis                            | 30 d'agost de 1996     | 25 de setembre de 1996 | Moviment Socialista Panhel·lènic |
| Georgios Romeos                              | 25 de setembre de 1996 | 30 d'octubre de 1998   | Moviment Socialista Panhel·lènic |
| Philippos Petsalnikos                        | 30 d'octubre de 1998   | 19 de febrer de 1999   | Moviment Socialista Panhel·lènic |
| Michalis Chrisochoidis                       | 19 de febrer de 1999   | 10 de març de 2004     | Moviment Socialista Panhel·lènic |
| Georgios Voulgarakis                         | 10 de març de 2004     | 15 de febrer de 2006   | Nova Democràcia                  |
| Vyron Polydoras                              | 15 de febrer de 2006   | 19 de setembre de 2007 | Nova Democràcia                  |

### Ministres de Protecció Ciutadana (2009-2012)
| Nom                    | Entrada               | Sortida               | Partit                           |
| ---------------------- | --------------------- | --------------------- | -------------------------------- |
| Michalis Chrisochoidis | 7 d'octubre de 2009   | 7 de setembre de 2010 | Moviment Socialista Panhel·lènic |
| Christos Papoutsis     | 7 de setembre de 2010 | 7 de març de 2012     | Moviment Socialista Panhel·lènic |
| Michalis Chrisochoidis | 7 de març de 2012     | 17 de maig de 2012    | Moviment Socialista Panhel·lènic |
| Eleftherios Oikonomou  | 17 de maig de 2012    | 21 de juny de 2012    | Govern interí                    |

### Ministres d'Ordre Públic i Protecció Ciutadana (des de 2012)
| Nom           | Entrada            | Sortida | Partit          |
| ------------- | ------------------ | ------- | --------------- |
| Nikos Dendias | 21 de juny de 2012 | Titula  | Nova Democràcia |